# Панафриканский союз за социал-демократию
Панафриканский союз за социал-демократию (Панафриканский союз за социальную демократию, фр. Union panafricaine pour la démocratie sociale, UPADS) — левоцентристская политическая партия в Республике Конго, возглавляемая Паскалем Лиссубой, который был президентом в 1992—1997 годах. Главная оппозиционная партия страны после свержения Лиссубы в 1997 году. Позиционирует себя как ведущая демократическая левая сила Конго-Браззавиль, отвергая претензии правящей Конголезской партии труда на это качество. При этом реформы президента Лиссубы ознаменовались не только демократизацией и децентрализацией, но и рычночной либерализацией. Генеральный секретарь UPADS с 2006 года — Паскаль Цати-Мабиала.

## История
При переходе к многопартийным выборам 1991—1992 годов UPADS входила в состав Национального альянса за демократию (AND), в который также входила Конголезская партия труда (КПТ), до 1990 года была монопольно правящей марксистско-ленинской политической силой. На первых конкурентных парламентских выборах, состоявшихся в июне-июле 1992 года, UPADS получила 39 из 125 мест и вместе со своими союзниками по AND (в основном КПТ) получила незначительное большинство в 64 места в Национальном собрании. Лидер UPADS Паскаль Лиссуба одержал убедительную победу над лидером Конголезского движения за демократию и комплексное развитие (MCDDI) Бернаром Колеласом во втором туре президентских выборов в августе 1992 года, набрав 61,32 % голосов.
После вступления Лиссубы в должность было сформировано правительство, возглавляемое UPADS, со Стефаном-Морисом Бонго-Нуаррой в качестве премьер-министра. Однако КПТ вышла из альянса, поддерживающего Лиссубу, и присоединилась к оппозиции, недовольная тем, что получила только три позиции в правительстве, в результате чего альянс потерял свое парламентское большинство. Таким образом, оппозиционная коалиция Союза за демократическое обновление (URD) и КПТ смогла вынести правительству Бонго-Нуарры вотум недоверия 31 октября 1992 года. В результате Лиссуба распустил Национальное собрание и назначил новые выборы; столкнувшись с протестами по этому поводу, он согласился с формированием в преддверии выборов правительства национального единства, в котором доминировали оппозиционные URD и КПТ. На парламентских выборах 1993 года Президентская тенденция, основным компонентом которой была UPADS, получила большинство мест в первом туре — 62 из 114; 49 из 62 мандатов было у UPADS. Оппозиция URD и PCT объявила эти выборы сфальсифицированными и отказалась участвовать во втором туре, в котором пропрезидентские силы получили дополнительные семь мест; однако эти результаты были отменены, и в октябре 1993 года было проведено повторное голосование во втором туре, в котором Президентская тенденция получила только 3 из 11 доступных мест.
Лиссуба был свергнут в итоге гражданской войны 1997 года и бежал в изгнание, а президентом стал бывший диктатор Дени Сассу-Нгессо из КПТ. Фракция UPADS признала легитимность Сассу-Нгессо, и её лидер Мартин Мбери входил в правительство с 1997 по июнь 2001 года в качестве министра строительства.
Джозеф Кинумби Киа Мбунгу был кандидатом в президенты от UPADS на президентских выборах 10 марта 2002 года; он занял второе место, но получил лишь 2,76 % голосов, при этом Сассу-Нгессо, согласно официальным результатам, был объявлен победителем с подавляющим отрывом. На парламентских выборах, состоявшихся 26 мая и 23 июня 2002 г., UPADS получила два места из 137.
Первый внеочередной съезд партии, на котором присутствовало 954 делегата, состоялся 27-28 декабря 2006 года. Паскаль Цати-Мабиала был избран новым генеральным секретарём партии, сменив Кристофа Мукуеке. На съезде также были избраны Национальный совет в составе 601 члена, Политбюро в составе 135 членов и 25 вице-президентов, включая такие важные фигуры партии, как Жозеф Кинумби, Киа Мбунгу, Альфонс Поати-Сушлати, Анж Эдуард Пунги, Клеман Муамба, Жан Итади и Мирей Лиссуба.
Несмотря на то, что UPADS находится в оппозиции, партия решила принять участие в парламентских выборах в июне 2007 года, которые бойкотировались многими другими оппозиционными группами Партия выдвинула около 50 кандидатов и получила три места из 46, заявленных в первом туре. Цати-Мабиала заявил, что партия примет участие во втором туре выборов в июле только в случае исправления условий их проведения. Выборы были отложены на две недели, чтобы дать время выполнить эти требования.
Согласно результатам, объявленным после второго тура, партия получила в общей сложности 10 мест в Национальном собрании. 11 августа Цати-Мабиала заявил, что выборы не были ни прозрачными, ни честными, и назвал их результаты сфальсифицированными: по его информации, пять кандидатов от UPADS в избирательных округах Мосенджо, Мутамба, Нкайи, Мабомбо и Долисие одержали победу, но были лишены её. Партия обратилась в Конституционный суд. Впоследствии Ибови объявил об исправлении результатов в одном из заявленных избирательных округов, Мабомбо (в регионе Буэнса), где победу вернули кандидату UPADS. Кристофу Мукуеке. Это увеличило количество парламентских мест UPADS до 11.
В начале октября 2007 года Цаты-Мабиала заявил, что UPADS не будет участвовать ни в одном правительстве национального единства, поскольку не было соглашения по решению проблем страны.
На заседании 24-25 августа 2008 Политбюро UPADS исключило из партии девять членов руквоводства, включая основателей партии Кристофа Мукуеке и Виктора Тамбу-Тамбу. Утверждалось, это решение было принято с целью восстановить гармонию и дисциплину внутри партии.
Вместе с Союзом за демократию и республику (UDR-Mwinda) и Объединением за демократию и развитие (RDD) 11 мая 2007 года UPADS сформировала оппозиционную коалицию «Альянс за Новую Республику». Пожаловавшись, что парламентские выборы 2007 года и местные выборы 2008 года были «маскарадами», эта коалиция отказалась от участия в национальных и местных избирательных комиссиях в августе 2008 года. Они требовали создать новую, независимую избирательную комиссию в дополнение к «всеобъемлющему национальному диалогу» перед президентскими выборами 2009 года.
Кандидатом от UPADS на президентских выборах 2009 года на партийных праймериз 30 ноября 2008 года был выбран бывший премьер-министр Анж-Эдуар Пунги. Его единственный соперник по выдвижению, Жозеф Кинумби Киа Мбунгу, снялся с голосования, пожаловавшись на «непрозрачность процесса», а Пунги, как единственный кандидат, получил около 85 % голосов. Однако позже его кандидатура была отклонена Конституционным судом на том основании, что он не смог доказать своё постоянное проживание в Республике Конго в течение как минимум двух лет.
На трёх следующих парламентских выборах UPADS под руководством Паскаля Цати-Мабиалы ни разу не удалось ослабить абсолютное большинство ПКТ, но, получая от 7 до 8 мест, Панафриканский союз за социал-демократию оставался основной оппозиционной силой (в 2017 и 2022 годах наравне с UDH-Юки). Цати-Мабиала также был кандидатом в президенты от партии на президентских выборах 2016 года, заняв четвертое место с 4,67 % голосов, при этом партия не участвовала в следующих президентских выборах 2021 года.

## Электоральная история

### Президентские выборы
| Год  | Кандидат             | Первый тур        | Первый тур        | Второй тур        | Второй тур        | Результат         |
| Год  | Кандидат             | Голоса            | %                 | Голоса            | %                 | Результат         |
| ---- | -------------------- | ----------------- | ----------------- | ----------------- | ----------------- | ----------------- |
| 1992 | Паскаль Лиссуба      | 282 020           | 35,97 %           | 506 395           | 61,32 %           | Избран            |
| 2002 | Кигномба Киа Мбугу   | 33.154            | 2,76 %            |                   |                   | Поражение         |
| 2009 | Кандидат отклонен    | Кандидат отклонен | Кандидат отклонен | Кандидат отклонен | Кандидат отклонен | Кандидат отклонен |
| 2016 | Паскаль Цати-Мабиала | 65 025            | 4,67 %            |                   |                   | Поражение         |

### Парламентские выборы
| Год  | Лидер партии         | Голоса | % | Места     | +/-  | Место | Результат        |
| ---- | -------------------- | ------ | - | --------- | ---- | ----- | ---------------- |
| 1992 | Паскаль Лиссуба      |        |   | 39 из 125 | ▲39  | ▲1-е  | Досрочные выборы |
| 1993 | Паскаль Лиссуба      |        |   | 47 из 101 | ▲ 8  | ▬ 1-е | Коалиция         |
| 2002 | Кигномба Киа Мбугу   |        |   | 3 из 137  | ▼44  | ▼4-е  | Оппозиция        |
| 2007 | Паскаль Цати-Мабиала |        |   | 11 из 137 | ▲8   | ▲3-е  | Оппозиция        |
| 2012 | Паскаль Цати-Мабиала |        |   | 7 из 139  | ▼4   | ▬ 3-е | Оппозиция        |
| 2017 | Паскаль Цати-Мабиала |        |   | 8 из 151  | ▲ 1  | ▲2-е  | Оппозиция        |
| 2022 | Паскаль Цати-Мабиала |        |   | 7 из 151  | ▼ 11 | ▬ 2-е | Оппозиция        |